# Stefan Birkner

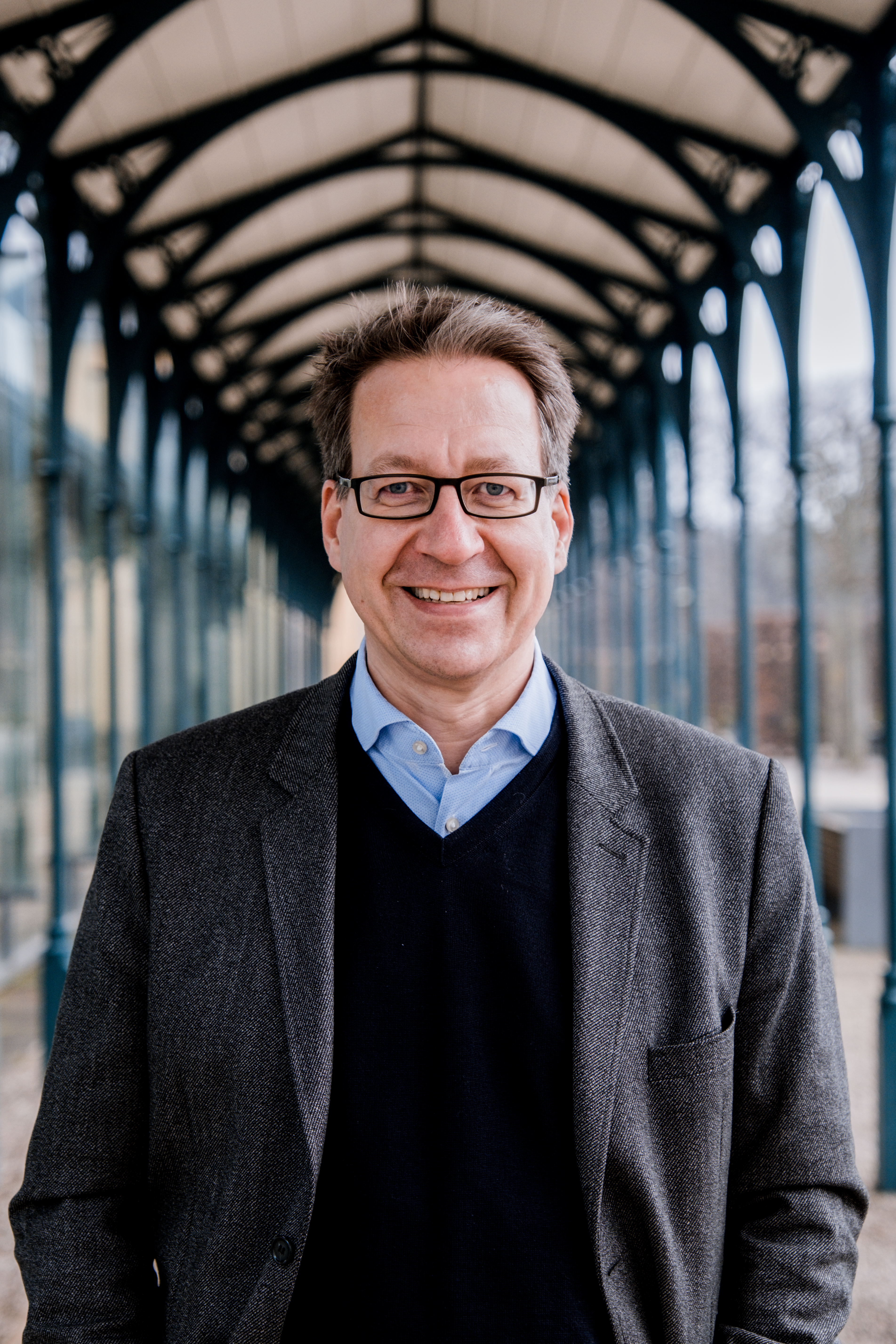
Stefan Birkner (2021)

Stefan Mathias Birkner (* 12. April 1973 in Münsterlingen, Schweiz) ist ein deutscher ehemaliger Politiker (FDP) und heutiger Unternehmensberater. Er war von 2011 bis 2023 Landesvorsitzender der FDP Niedersachsen und war kurzzeitig 2008 und von 2013 bis 2022 Abgeordneter im Niedersächsischen Landtag und dort von 2017 bis 2022 Fraktionsvorsitzender der Freien Demokraten. Vom 18. Januar 2012 bis zum 19. Februar 2013 leitete er als Minister das Niedersächsische Ministerium für Umwelt, Energie und Klimaschutz; zuvor war er dort seit Februar 2008 Staatssekretär unter Minister Hans-Heinrich Sander.
Nach der Landtagswahl in Niedersachsen am 15. Oktober 2017 zog Birkner nach 2008 und 2013 erneut über die Landesliste der FDP als Abgeordneter in den Niedersächsischen Landtag ein. Am 26. September 2017 wurde er zum Vorsitzenden der Landtagsfraktion gewählt, nachdem der bisherige Amtsinhaber Christian Dürr aufgrund seiner Wahl in den Deutschen Bundestag zurückgetreten war. Die Abgeordneten der FDP-Fraktion bestätigten Birkner in diesem Amt auch nach der Landtagswahl 2017. Bei der Landtagswahl 2022 kandidierte er als Spitzenkandidat seiner Partei, die mit 4,7 Prozent an der Fünfprozenthürde scheiterte und den Wiedereinzug in den Landtag verpasste. Am Folgetag kündigte er seinen Rückzug als niedersächsischer FDP-Vorsitzender an.

## Leben
Stefan Birkner wuchs in Garbsen auf. Er besuchte die dortige Grundschule, die Orientierungsstufe in Berenbostel und das Geschwister-Scholl-Gymnasium Berenbostel. Nach dem Abitur 1992 und dem Zivildienst bei der Sozial- und Diakoniestation Garbsen studierte er Rechtswissenschaften an der Universität Hannover und wurde 2002 an der Europa-Universität Viadrina in Frankfurt (Oder) mit einer Arbeit zum Thema Die Durchfahrtsrechte von Handels- und Kriegsschiffen durch die türkischen Meerengen promoviert. Von 2001 bis 2003 absolvierte er sein Referendariat im Oberlandesgerichtsbezirk Celle. Nach dem zweiten Staatsexamen 2003 war er persönlicher Referent des niedersächsischen Umweltministers Sander. Von Herbst 2003 bis November 2005 und von April 2007 bis Februar 2008 arbeitete er als Staatsanwalt und als Richter, zuletzt am Amtsgericht Neustadt am Rübenberge. In der Zwischenzeit war er an das Niedersächsische Umweltministerium abgeordnet und leitete dort das Büro des Ministers.
Seit Februar 2023 ist Birkner als Unternehmensberater im Bereich Nachhaltigkeit bei Ernst & Young in Hannover und Berlin tätig.
Birkner ist verheiratet und hat zwei Kinder. Der frühere schleswig-holsteinische Umweltminister und ehemalige Vizekanzler Robert Habeck (Bündnis 90/Die Grünen) ist sein Schwippschwager, da ihre Ehefrauen Schwestern sind.

## Werdegang in der FDP

### Parteiämter
Seit 1992 ist Birkner Mitglied der FDP. Von 2004 bis 2008 war er Generalsekretär des FDP-Landesverbandes Niedersachsen. Am 25. September 2011 folgte er Philipp Rösler als FDP-Landesvorsitzender nach, nachdem dieser im Mai zum Bundesvorsitzenden der FDP gewählt worden war. Auf Birkner entfielen bei dieser Nachwahl 222 Stimmen, was 87,4 % der abgegebenen Delegiertenstimmen entsprach. Bei den folgenden Wahlen 2012, 2014, 2016, 2018 und 2021 wurde er jeweils erneut zum Landesvorsitzenden der FDP Niedersachsen gewählt. Als niedersächsischer Landesvorsitzender gehörte er als ständiger Gast dem FDP-Bundesvorstand an, bis er 2019 als Beisitzer in diesen hinein gewählt wurde. Bei der Wahl des niedersächsischen FDP-Landesvorsitzenden im März 2023 trat er nicht erneut an. Konstantin Kuhle wurde zu seinem Nachfolger gewählt.

### Listenplätze
Am 7. Juli 2007 wurde Birkner auf einer Landesdelegiertenversammlung der FDP Niedersachsen in Braunlage mit 248 Stimmen (86,11 %) auf Platz 7 der Landesliste zur Landtagswahl 2008 gewählt. Bei den folgenden Listenaufstellungen für die 2013 und 2017 wurde er von den Delegierten seiner Partei jeweils als Spitzenkandidat auf Listenplatz 1 gewählt. Für die Landtagswahl 2013 geschah dies am 15. Juli 2012 in Osterholz. Dort erhielt Birkner bei seiner Kandidatur 271 Delegiertenstimmen (96,1 %). Für die vorgezogenen Wahlen zum Niedersächsischen Landtag 2017 fand die entsprechende Listenaufstellung am 13. August 2017 in Hannover statt. Dort wählten Birkner 283 Delegierte zum Spitzenkandidaten (96,92 %). Bei der Landtagswahl 2022 war er erneut Spitzenkandidat seiner Partei. Unter seiner Führung scheiterte die FDP mit nur noch 4,7 Prozent der Stimmen an der Fünfprozenthürde und schied aus dem Landtag aus. Am Folgetag nach der Wahl kündigte Birkner an, nicht mehr erneut als niedersächsischer FDP-Vorsitzender zu kandidieren.

## Parlamentarische Tätigkeit und politische Ämter
Von 2006 bis 2008 engagierte sich Birkner in der Kommunalpolitik im Stadtrat von Garbsen. Mit einem Ergebnis von 8,2 Prozent für die FDP gelang Birkner bei der Landtagswahl 2008 der erstmalige Einzug in den Niedersächsischen Landtag. Er legte aber sowohl sein Rats- als auch sein Landtagsmandat im Februar 2008 nieder, da er zum Staatssekretär berufen worden war.
Im Oktober 2011 kündigte der damalige niedersächsische Umweltminister Hans-Heinrich Sander seinen Rücktritt zum 17. Januar 2012 an. Am 18. Januar 2012 wurde Birkner vor dem Landtag als Nachfolger vereidigt.
Bei der Landtagswahl 2013 verloren CDU und FDP ihre Regierungsmehrheit an SPD und Bündnis 90/Die Grünen. Obwohl Birkner Spitzenkandidat der FDP war, übernahm er nach der Wahl nicht das Amt des Fraktionsvorsitzenden, sondern überließ diese Aufgabe dem bisherigen FDP-Fraktionschef Christian Dürr. Nach dessen Wahl in den Deutschen Bundestag am 24. September 2017 übernahm Birkner das Amt des Fraktionsvorsitzenden am 26. September 2017. Sein Nachfolger als stellvertretender Fraktionsvorsitzender wurde der Abgeordnete Björn Försterling. Am 16. Oktober 2017 wählte ihn die FDP-Fraktion nach der Landtagswahl 2017 erneut einstimmig zu ihrem Vorsitzenden. Am 18. November 2019 wurde er einstimmig in seinem Amt bestätigt.
In der 17. Wahlperiode des Niedersächsischen Landtags gehörte Birkner dem Ausschuss für Angelegenheiten des Verfassungsschutzes sowie dem Wahlprüfungsausschuss an. Zudem war er Obmann der FDP-Fraktion im 23. Parlamentarischen Untersuchungsausschuss – „Tätigkeit der Sicherheitsbehörden gegen die islamistische Bedrohung in Niedersachsen“. Dem Ausschuss für Rechts- und Verfassungsfragen sowie dem Unterausschuss „Justizvollzug und Straffälligenhilfe“ gehört er neben dem FDP-Abgeordneten Marco Genthe als stellvertretendes Mitglied an.
In der 18. Wahlperiode wurde Birkner als Spitzenkandidat der FDP wieder in den Landtag gewählt. Er gehörte dem Ausschuss für Angelegenheiten des Verfassungsschutzes an sowie dem Unterausschuss Medien. Zudem war er Stellvertreter im Ausschuss für Recht und Verfassung und im Ausschuss für Bundes- und Europaangelegenheiten.
Birkner gehört dem Bundeswahlausschuss für die Bundestagswahl 2025 als Vertreter der FDP an.